# Rodina Redgraveových
Rodina Redgraveových je anglická herecká (umělecká) rodina zahrnující čtyři generace herců. Členové rodiny pracovali od 19. století v divadle, později se uplatnili i ve filmu a v televizi. Někteří členové rodiny také píšou divadelní hry a knihy. Nejznámější členkou rodu je herečka Vanessa Redgraveová, držitelka Oscara, ceny Tony, ceny Zlatý glóbus a cenu Emmy. Její dcera Natasha Richardsonová zemřela po lyžařské nehodě v roce 2009.

## Rodkmen

### Michael Redgrave (a předkové)

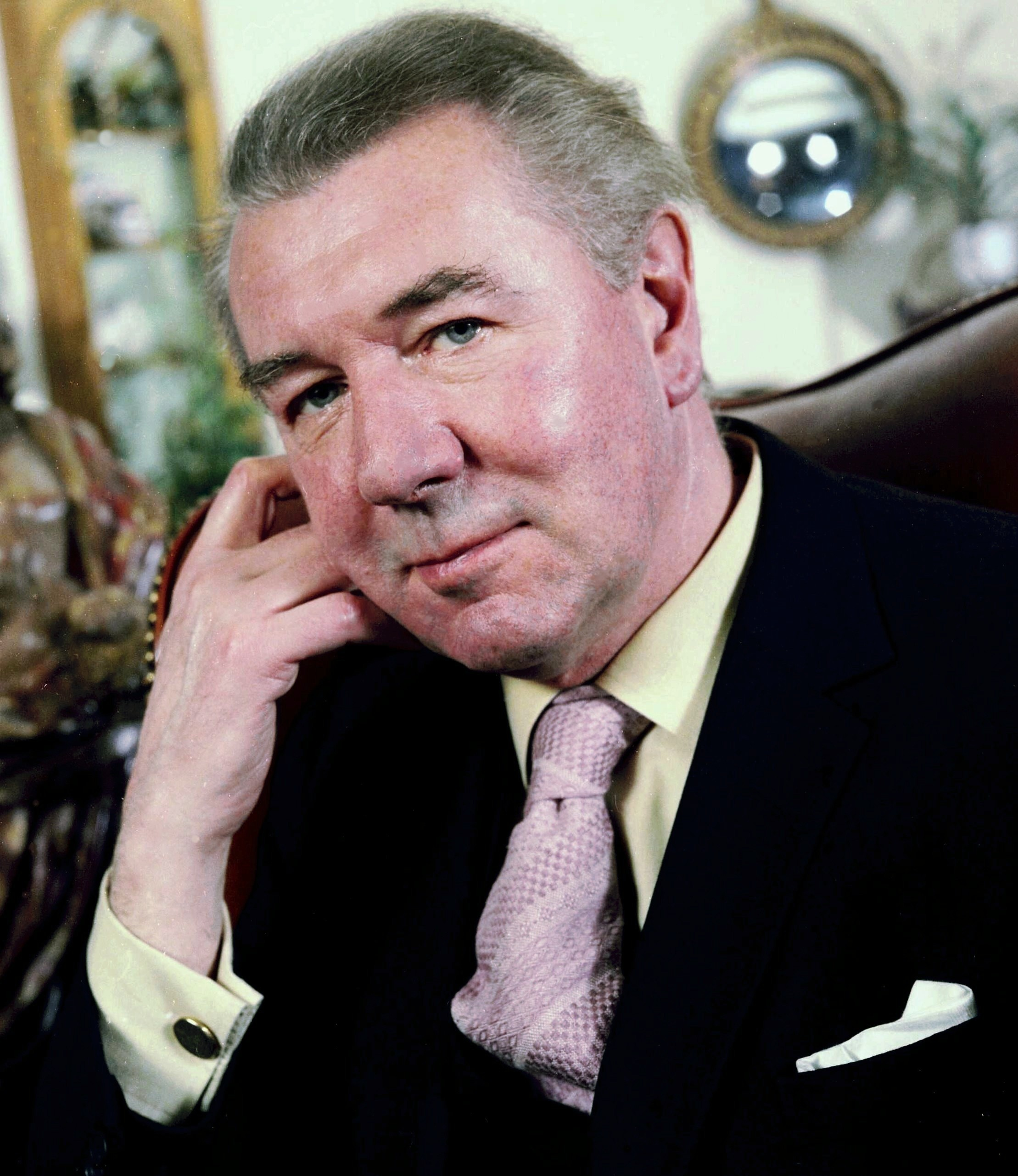
Sir Michael Redgrave

|  |  |  |  |                           |                           |                           |                           |                           |                           |                              |                              |                              |                              |                              |                              |                             |                             |                             |                             |                            |                            |                            |                            |                           |                           |                           |                           |                           |                           |
|  |  |  |  |                           |                           |                           |                           |                           |                           |                              |                              |                              |                              |                              |                              |                             |                             |                             |                             |                            |                            |                            |                            |                           |                           |                           |                           |                           |                           |
|  |  |  |  |                           |                           | Roy Redgrave (1873–1922)  | Roy Redgrave (1873–1922)  | Roy Redgrave (1873–1922)  | Roy Redgrave (1873–1922)  | Roy Redgrave (1873–1922)     | Roy Redgrave (1873–1922)     |                              |                              | Daisy Scudamore (1884–1958)  | Daisy Scudamore (1884–1958)  | Daisy Scudamore (1884–1958) | Daisy Scudamore (1884–1958) | Daisy Scudamore (1884–1958) | Daisy Scudamore (1884–1958) |                            |                            |                            |                            |                           |                           |                           |                           |                           |                           |
|  |  |  |  |                           |                           | Roy Redgrave (1873–1922)  | Roy Redgrave (1873–1922)  | Roy Redgrave (1873–1922)  | Roy Redgrave (1873–1922)  | Roy Redgrave (1873–1922)     | Roy Redgrave (1873–1922)     |                              |                              | Daisy Scudamore (1884–1958)  | Daisy Scudamore (1884–1958)  | Daisy Scudamore (1884–1958) | Daisy Scudamore (1884–1958) | Daisy Scudamore (1884–1958) | Daisy Scudamore (1884–1958) |                            |                            |                            |                            |                           |                           |                           |                           |                           |                           |
|  |  |  |  |                           |                           |                           |                           |                           |                           |                              |                              |                              |                              |                              |                              |                             |                             |                             |                             |                            |                            |                            |                            |                           |                           |                           |                           |                           |                           |
|  |  |  |  |                           |                           |                           |                           |                           |                           |                              |                              |                              |                              |                              |                              |                             |                             |                             |                             |                            |                            |                            |                            |                           |                           |                           |                           |                           |                           |
|  |  |  |  |                           |                           |                           |                           |                           |                           | Michael Redgrave (1908–1985) | Michael Redgrave (1908–1985) | Michael Redgrave (1908–1985) | Michael Redgrave (1908–1985) | Michael Redgrave (1908–1985) | Michael Redgrave (1908–1985) |                             |                             | Rachel Kempson (1910–2003)  | Rachel Kempson (1910–2003)  | Rachel Kempson (1910–2003) | Rachel Kempson (1910–2003) | Rachel Kempson (1910–2003) | Rachel Kempson (1910–2003) |                           |                           |                           |                           |                           |                           |
|  |  |  |  |                           |                           |                           |                           |                           |                           | Michael Redgrave (1908–1985) | Michael Redgrave (1908–1985) | Michael Redgrave (1908–1985) | Michael Redgrave (1908–1985) | Michael Redgrave (1908–1985) | Michael Redgrave (1908–1985) |                             |                             | Rachel Kempson (1910–2003)  | Rachel Kempson (1910–2003)  | Rachel Kempson (1910–2003) | Rachel Kempson (1910–2003) | Rachel Kempson (1910–2003) | Rachel Kempson (1910–2003) |                           |                           |                           |                           |                           |                           |
|  |  |  |  |                           |                           |                           |                           |                           |                           |                              |                              |                              |                              |                              |                              |                             |                             |                             |                             |                            |                            |                            |                            |                           |                           |                           |                           |                           |                           |
|  |  |  |  |                           |                           |                           |                           |                           |                           |                              |                              |                              |                              |                              |                              |                             |                             |                             |                             |                            |                            |                            |                            |                           |                           |                           |                           |                           |                           |
|  |  |  |  |                           |                           |                           |                           |                           |                           |                              |                              |                              |                              |                              |                              |                             |                             |                             |                             |                            |                            |                            |                            |                           |                           |                           |                           |                           |                           |
|  |  |  |  |                           |                           |                           |                           |                           |                           |                              |                              |                              |                              |                              |                              |                             |                             |                             |                             |                            |                            |                            |                            |                           |                           |                           |                           |                           |                           |
|  |  |  |  | Vanessa Redgrave (1937– ) | Vanessa Redgrave (1937– ) | Vanessa Redgrave (1937– ) | Vanessa Redgrave (1937– ) | Vanessa Redgrave (1937– ) | Vanessa Redgrave (1937– ) |                              |                              |                              |                              | Corin Redgrave (1939–2010)   | Corin Redgrave (1939–2010)   | Corin Redgrave (1939–2010)  | Corin Redgrave (1939–2010)  | Corin Redgrave (1939–2010)  | Corin Redgrave (1939–2010)  |                            |                            |                            |                            | Lynn Redgrave (1943–2010) | Lynn Redgrave (1943–2010) | Lynn Redgrave (1943–2010) | Lynn Redgrave (1943–2010) | Lynn Redgrave (1943–2010) | Lynn Redgrave (1943–2010) |
|  |  |  |  | Vanessa Redgrave (1937– ) | Vanessa Redgrave (1937– ) | Vanessa Redgrave (1937– ) | Vanessa Redgrave (1937– ) | Vanessa Redgrave (1937– ) | Vanessa Redgrave (1937– ) |                              |                              |                              |                              | Corin Redgrave (1939–2010)   | Corin Redgrave (1939–2010)   | Corin Redgrave (1939–2010)  | Corin Redgrave (1939–2010)  | Corin Redgrave (1939–2010)  | Corin Redgrave (1939–2010)  |                            |                            |                            |                            | Lynn Redgrave (1943–2010) | Lynn Redgrave (1943–2010) | Lynn Redgrave (1943–2010) | Lynn Redgrave (1943–2010) | Lynn Redgrave (1943–2010) | Lynn Redgrave (1943–2010) |

### Vanessa Redgraveová

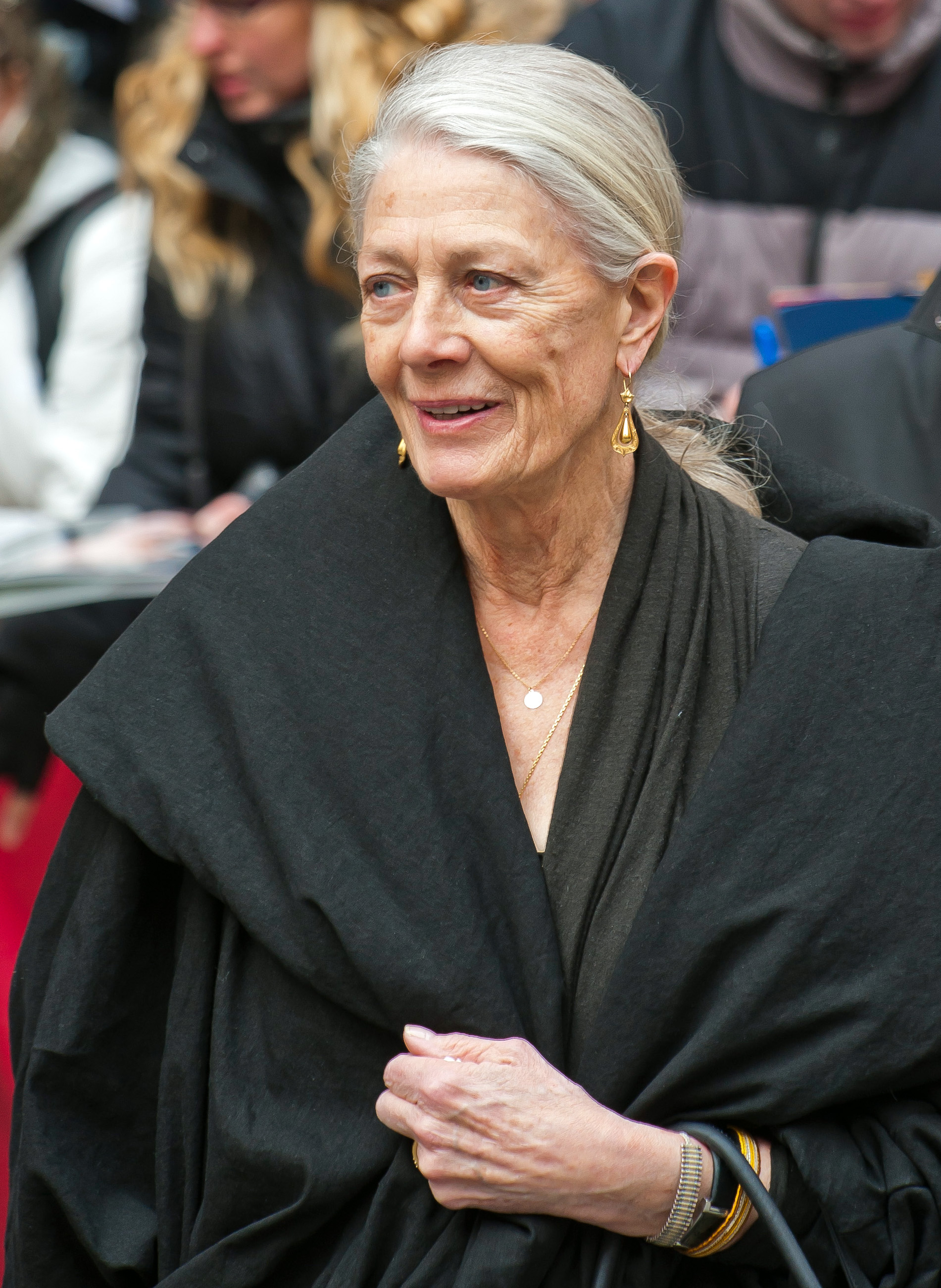
Vanessa Redgraveová

|                                         |                                         |                                         |                                         |                                         |                                         | Tony Richardson (1928–1991) | Tony Richardson (1928–1991) | Tony Richardson (1928–1991) | Tony Richardson (1928–1991) | Tony Richardson (1928–1991)    | Tony Richardson (1928–1991)    |                                |                                |                                |                                |  |  |  |  |                           |                           |                           |                           |                           |                           | Vanessa Redgrave (1937– ) | Vanessa Redgrave (1937– ) | Vanessa Redgrave (1937– ) | Vanessa Redgrave (1937– ) | Vanessa Redgrave (1937– ) | Vanessa Redgrave (1937– ) |                    |                    |  |  |                                           |                                           |                                           |                                           |                                           |                                           |                     |                     |                                        |                                        | Franco Nero (1941– )                   | Franco Nero (1941– )                   | Franco Nero (1941– )                   | Franco Nero (1941– )                   | Franco Nero (1941– )      | Franco Nero (1941– )      |  |  |
|                                         |                                         |                                         |                                         |                                         |                                         | Tony Richardson (1928–1991) | Tony Richardson (1928–1991) | Tony Richardson (1928–1991) | Tony Richardson (1928–1991) | Tony Richardson (1928–1991)    | Tony Richardson (1928–1991)    |                                |                                |                                |                                |  |  |  |  |                           |                           |                           |                           |                           |                           | Vanessa Redgrave (1937– ) | Vanessa Redgrave (1937– ) | Vanessa Redgrave (1937– ) | Vanessa Redgrave (1937– ) | Vanessa Redgrave (1937– ) | Vanessa Redgrave (1937– ) |                    |                    |  |  |                                           |                                           |                                           |                                           |                                           |                                           |                     |                     |                                        |                                        | Franco Nero (1941– )                   | Franco Nero (1941– )                   | Franco Nero (1941– )                   | Franco Nero (1941– )                   | Franco Nero (1941– )      | Franco Nero (1941– )      |  |  |
|                                         |                                         |                                         |                                         |                                         |                                         |                             |                             |                             |                             |                                |                                |                                |                                |                                |                                |  |  |  |  |                           |                           |                           |                           |                           |                           |                           |                           |                           |                           |                           |                           |                    |                    |  |  |                                           |                                           |                                           |                                           |                                           |                                           |                     |                     |                                        |                                        |                                        |                                        |                                        |                                        |                           |                           |  |  |
|                                         |                                         |                                         |                                         |                                         |                                         |                             |                             |                             |                             |                                |                                |                                |                                |                                |                                |  |  |  |  |                           |                           |                           |                           |                           |                           |                           |                           |                           |                           |                           |                           |                    |                    |  |  |                                           |                                           |                                           |                                           |                                           |                                           |                     |                     |                                        |                                        |                                        |                                        |                                        |                                        |                           |                           |  |  |
|                                         |                                         |                                         |                                         |                                         |                                         |                             |                             |                             |                             |                                |                                |                                |                                |                                |                                |  |  |  |  |                           |                           |                           |                           |                           |                           |                           |                           |                           |                           |                           |                           |                    |                    |  |  |                                           |                                           |                                           |                                           |                                           |                                           |                     |                     |                                        |                                        |                                        |                                        |                                        |                                        |                           |                           |  |  |
|                                         |                                         |                                         |                                         |                                         |                                         |                             |                             |                             |                             |                                |                                |                                |                                |                                |                                |  |  |  |  |                           |                           |                           |                           |                           |                           |                           |                           |                           |                           |                           |                           |                    |                    |  |  |                                           |                                           |                                           |                                           |                                           |                                           |                     |                     |                                        |                                        |                                        |                                        |                                        |                                        |                           |                           |  |  |
|                                         |                                         | Liam Neeson (1952– )                    | Liam Neeson (1952– )                    | Liam Neeson (1952– )                    | Liam Neeson (1952– )                    | Liam Neeson (1952– )        | Liam Neeson (1952– )        |                             |                             | Natasha Richardson (1963–2009) | Natasha Richardson (1963–2009) | Natasha Richardson (1963–2009) | Natasha Richardson (1963–2009) | Natasha Richardson (1963–2009) | Natasha Richardson (1963–2009) |  |  |  |  | Joely Richardson (1965– ) | Joely Richardson (1965– ) | Joely Richardson (1965– ) | Joely Richardson (1965– ) | Joely Richardson (1965– ) | Joely Richardson (1965– ) |                           |                           | Tim Bevan (1958– )        | Tim Bevan (1958– )        | Tim Bevan (1958– )        | Tim Bevan (1958– )        | Tim Bevan (1958– ) | Tim Bevan (1958– ) |  |  |                                           |                                           | Carlo Nero (1969– )                       | Carlo Nero (1969– )                       | Carlo Nero (1969– )                       | Carlo Nero (1969– )                       | Carlo Nero (1969– ) | Carlo Nero (1969– ) |                                        |                                        | Jennifer Wiltsie (1965– )              | Jennifer Wiltsie (1965– )              | Jennifer Wiltsie (1965– )              | Jennifer Wiltsie (1965– )              | Jennifer Wiltsie (1965– ) | Jennifer Wiltsie (1965– ) |  |  |
|                                         |                                         | Liam Neeson (1952– )                    | Liam Neeson (1952– )                    | Liam Neeson (1952– )                    | Liam Neeson (1952– )                    | Liam Neeson (1952– )        | Liam Neeson (1952– )        |                             |                             | Natasha Richardson (1963–2009) | Natasha Richardson (1963–2009) | Natasha Richardson (1963–2009) | Natasha Richardson (1963–2009) | Natasha Richardson (1963–2009) | Natasha Richardson (1963–2009) |  |  |  |  | Joely Richardson (1965– ) | Joely Richardson (1965– ) | Joely Richardson (1965– ) | Joely Richardson (1965– ) | Joely Richardson (1965– ) | Joely Richardson (1965– ) |                           |                           | Tim Bevan (1958– )        | Tim Bevan (1958– )        | Tim Bevan (1958– )        | Tim Bevan (1958– )        | Tim Bevan (1958– ) | Tim Bevan (1958– ) |  |  |                                           |                                           | Carlo Nero (1969– )                       | Carlo Nero (1969– )                       | Carlo Nero (1969– )                       | Carlo Nero (1969– )                       | Carlo Nero (1969– ) | Carlo Nero (1969– ) |                                        |                                        | Jennifer Wiltsie (1965– )              | Jennifer Wiltsie (1965– )              | Jennifer Wiltsie (1965– )              | Jennifer Wiltsie (1965– )              | Jennifer Wiltsie (1965– ) | Jennifer Wiltsie (1965– ) |  |  |
|                                         |                                         |                                         |                                         |                                         |                                         |                             |                             |                             |                             |                                |                                |                                |                                |                                |                                |  |  |  |  |                           |                           |                           |                           |                           |                           |                           |                           |                           |                           |                           |                           |                    |                    |  |  |                                           |                                           |                                           |                                           |                                           |                                           |                     |                     |                                        |                                        |                                        |                                        |                                        |                                        |                           |                           |  |  |
|                                         |                                         |                                         |                                         |                                         |                                         |                             |                             |                             |                             |                                |                                |                                |                                |                                |                                |  |  |  |  |                           |                           |                           |                           |                           |                           |                           |                           |                           |                           |                           |                           |                    |                    |  |  |                                           |                                           |                                           |                                           |                                           |                                           |                     |                     |                                        |                                        |                                        |                                        |                                        |                                        |                           |                           |  |  |
|                                         |                                         |                                         |                                         |                                         |                                         |                             |                             |                             |                             |                                |                                |                                |                                |                                |                                |  |  |  |  |                           |                           |                           |                           |                           |                           |                           |                           |                           |                           |                           |                           |                    |                    |  |  |                                           |                                           |                                           |                                           |                                           |                                           |                     |                     |                                        |                                        |                                        |                                        |                                        |                                        |                           |                           |  |  |
|                                         |                                         |                                         |                                         |                                         |                                         |                             |                             |                             |                             |                                |                                |                                |                                |                                |                                |  |  |  |  |                           |                           |                           |                           |                           |                           |                           |                           |                           |                           |                           |                           |                    |                    |  |  |                                           |                                           |                                           |                                           |                                           |                                           |                     |                     |                                        |                                        |                                        |                                        |                                        |                                        |                           |                           |  |  |
| Micheál Richard Antonio Neeson (1995– ) | Micheál Richard Antonio Neeson (1995– ) | Micheál Richard Antonio Neeson (1995– ) | Micheál Richard Antonio Neeson (1995– ) | Micheál Richard Antonio Neeson (1995– ) | Micheál Richard Antonio Neeson (1995– ) |                             |                             | Daniel Jack Neeson (1996– ) | Daniel Jack Neeson (1996– ) | Daniel Jack Neeson (1996– )    | Daniel Jack Neeson (1996– )    | Daniel Jack Neeson (1996– )    | Daniel Jack Neeson (1996– )    |                                |                                |  |  |  |  |                           |                           |                           |                           | Daisy Bevan (1992– )      | Daisy Bevan (1992– )      | Daisy Bevan (1992– )      | Daisy Bevan (1992– )      | Daisy Bevan (1992– )      | Daisy Bevan (1992– )      |                           |                           |                    |                    |  |  | Raphael Walter Elliott Sparanero (1995– ) | Raphael Walter Elliott Sparanero (1995– ) | Raphael Walter Elliott Sparanero (1995– ) | Raphael Walter Elliott Sparanero (1995– ) | Raphael Walter Elliott Sparanero (1995– ) | Raphael Walter Elliott Sparanero (1995– ) |                     |                     | Lilli Angelina Rose Sparanero (2004– ) | Lilli Angelina Rose Sparanero (2004– ) | Lilli Angelina Rose Sparanero (2004– ) | Lilli Angelina Rose Sparanero (2004– ) | Lilli Angelina Rose Sparanero (2004– ) | Lilli Angelina Rose Sparanero (2004– ) |                           |                           |  |  |
| Micheál Richard Antonio Neeson (1995– ) | Micheál Richard Antonio Neeson (1995– ) | Micheál Richard Antonio Neeson (1995– ) | Micheál Richard Antonio Neeson (1995– ) | Micheál Richard Antonio Neeson (1995– ) | Micheál Richard Antonio Neeson (1995– ) |                             |                             | Daniel Jack Neeson (1996– ) | Daniel Jack Neeson (1996– ) | Daniel Jack Neeson (1996– )    | Daniel Jack Neeson (1996– )    | Daniel Jack Neeson (1996– )    | Daniel Jack Neeson (1996– )    |                                |                                |  |  |  |  |                           |                           |                           |                           | Daisy Bevan (1992– )      | Daisy Bevan (1992– )      | Daisy Bevan (1992– )      | Daisy Bevan (1992– )      | Daisy Bevan (1992– )      | Daisy Bevan (1992– )      |                           |                           |                    |                    |  |  | Raphael Walter Elliott Sparanero (1995– ) | Raphael Walter Elliott Sparanero (1995– ) | Raphael Walter Elliott Sparanero (1995– ) | Raphael Walter Elliott Sparanero (1995– ) | Raphael Walter Elliott Sparanero (1995– ) | Raphael Walter Elliott Sparanero (1995– ) |                     |                     | Lilli Angelina Rose Sparanero (2004– ) | Lilli Angelina Rose Sparanero (2004– ) | Lilli Angelina Rose Sparanero (2004– ) | Lilli Angelina Rose Sparanero (2004– ) | Lilli Angelina Rose Sparanero (2004– ) | Lilli Angelina Rose Sparanero (2004– ) |                           |                           |  |  |

### Corin Redgrave
|  |  |  |  |              |              |              |              | Deirdre Hamilton-Hill (1939–1997) | Deirdre Hamilton-Hill (1939–1997) | Deirdre Hamilton-Hill (1939–1997) | Deirdre Hamilton-Hill (1939–1997) | Deirdre Hamilton-Hill (1939–1997) | Deirdre Hamilton-Hill (1939–1997) |                         |                         |                         |                         |  |  |                        |                        |                        |                        | Corin Redgrave (1939–2010) | Corin Redgrave (1939–2010) | Corin Redgrave (1939–2010) | Corin Redgrave (1939–2010) | Corin Redgrave (1939–2010) | Corin Redgrave (1939–2010) |                         |                         |                         |                         |                         |                         |  |  |                          |                          | Kika Markham (1940– )    | Kika Markham (1940– )    | Kika Markham (1940– )    | Kika Markham (1940– )    | Kika Markham (1940– ) | Kika Markham (1940– ) |
|  |  |  |  |              |              |              |              | Deirdre Hamilton-Hill (1939–1997) | Deirdre Hamilton-Hill (1939–1997) | Deirdre Hamilton-Hill (1939–1997) | Deirdre Hamilton-Hill (1939–1997) | Deirdre Hamilton-Hill (1939–1997) | Deirdre Hamilton-Hill (1939–1997) |                         |                         |                         |                         |  |  |                        |                        |                        |                        | Corin Redgrave (1939–2010) | Corin Redgrave (1939–2010) | Corin Redgrave (1939–2010) | Corin Redgrave (1939–2010) | Corin Redgrave (1939–2010) | Corin Redgrave (1939–2010) |                         |                         |                         |                         |                         |                         |  |  |                          |                          | Kika Markham (1940– )    | Kika Markham (1940– )    | Kika Markham (1940– )    | Kika Markham (1940– )    | Kika Markham (1940– ) | Kika Markham (1940– ) |
|  |  |  |  |              |              |              |              |                                   |                                   |                                   |                                   |                                   |                                   |                         |                         |                         |                         |  |  |                        |                        |                        |                        |                            |                            |                            |                            |                            |                            |                         |                         |                         |                         |                         |                         |  |  |                          |                          |                          |                          |                          |                          |                       |                       |
|  |  |  |  |              |              |              |              |                                   |                                   |                                   |                                   |                                   |                                   |                         |                         |                         |                         |  |  |                        |                        |                        |                        |                            |                            |                            |                            |                            |                            |                         |                         |                         |                         |                         |                         |  |  |                          |                          |                          |                          |                          |                          |                       |                       |
|  |  |  |  |              |              |              |              |                                   |                                   |                                   |                                   |                                   |                                   |                         |                         |                         |                         |  |  |                        |                        |                        |                        |                            |                            |                            |                            |                            |                            |                         |                         |                         |                         |                         |                         |  |  |                          |                          |                          |                          |                          |                          |                       |                       |
|  |  |  |  |              |              |              |              |                                   |                                   |                                   |                                   |                                   |                                   |                         |                         |                         |                         |  |  |                        |                        |                        |                        |                            |                            |                            |                            |                            |                            |                         |                         |                         |                         |                         |                         |  |  |                          |                          |                          |                          |                          |                          |                       |                       |
|  |  |  |  | Tim Owen     | Tim Owen     | Tim Owen     | Tim Owen     | Tim Owen                          | Tim Owen                          |                                   |                                   | Jemma Redgrave (1965– )           | Jemma Redgrave (1965– )           | Jemma Redgrave (1965– ) | Jemma Redgrave (1965– ) | Jemma Redgrave (1965– ) | Jemma Redgrave (1965– ) |  |  | Luke Redgrave (1970– ) | Luke Redgrave (1970– ) | Luke Redgrave (1970– ) | Luke Redgrave (1970– ) | Luke Redgrave (1970– )     | Luke Redgrave (1970– )     |                            |                            |                            |                            | Arden Redgrave (1983– ) | Arden Redgrave (1983– ) | Arden Redgrave (1983– ) | Arden Redgrave (1983– ) | Arden Redgrave (1983– ) | Arden Redgrave (1983– ) |  |  | Harvey Redgrave (1979– ) | Harvey Redgrave (1979– ) | Harvey Redgrave (1979– ) | Harvey Redgrave (1979– ) | Harvey Redgrave (1979– ) | Harvey Redgrave (1979– ) |                       |                       |
|  |  |  |  | Tim Owen     | Tim Owen     | Tim Owen     | Tim Owen     | Tim Owen                          | Tim Owen                          |                                   |                                   | Jemma Redgrave (1965– )           | Jemma Redgrave (1965– )           | Jemma Redgrave (1965– ) | Jemma Redgrave (1965– ) | Jemma Redgrave (1965– ) | Jemma Redgrave (1965– ) |  |  | Luke Redgrave (1970– ) | Luke Redgrave (1970– ) | Luke Redgrave (1970– ) | Luke Redgrave (1970– ) | Luke Redgrave (1970– )     | Luke Redgrave (1970– )     |                            |                            |                            |                            | Arden Redgrave (1983– ) | Arden Redgrave (1983– ) | Arden Redgrave (1983– ) | Arden Redgrave (1983– ) | Arden Redgrave (1983– ) | Arden Redgrave (1983– ) |  |  | Harvey Redgrave (1979– ) | Harvey Redgrave (1979– ) | Harvey Redgrave (1979– ) | Harvey Redgrave (1979– ) | Harvey Redgrave (1979– ) | Harvey Redgrave (1979– ) |                       |                       |
|  |  |  |  |              |              |              |              |                                   |                                   |                                   |                                   |                                   |                                   |                         |                         |                         |                         |  |  |                        |                        |                        |                        |                            |                            |                            |                            |                            |                            |                         |                         |                         |                         |                         |                         |  |  |                          |                          |                          |                          |                          |                          |                       |                       |
|  |  |  |  |              |              |              |              |                                   |                                   |                                   |                                   |                                   |                                   |                         |                         |                         |                         |  |  |                        |                        |                        |                        |                            |                            |                            |                            |                            |                            |                         |                         |                         |                         |                         |                         |  |  |                          |                          |                          |                          |                          |                          |                       |                       |
|  |  |  |  |              |              |              |              |                                   |                                   |                                   |                                   |                                   |                                   |                         |                         |                         |                         |  |  |                        |                        |                        |                        |                            |                            |                            |                            |                            |                            |                         |                         |                         |                         |                         |                         |  |  |                          |                          |                          |                          |                          |                          |                       |                       |
|  |  |  |  |              |              |              |              |                                   |                                   |                                   |                                   |                                   |                                   |                         |                         |                         |                         |  |  |                        |                        |                        |                        |                            |                            |                            |                            |                            |                            |                         |                         |                         |                         |                         |                         |  |  |                          |                          |                          |                          |                          |                          |                       |                       |
|  |  |  |  | Gabriel Owen | Gabriel Owen | Gabriel Owen | Gabriel Owen | Gabriel Owen                      | Gabriel Owen                      |                                   |                                   | Alfie Owen                        | Alfie Owen                        | Alfie Owen              | Alfie Owen              | Alfie Owen              | Alfie Owen              |  |  |                        |                        |                        |                        |                            |                            |                            |                            |                            |                            |                         |                         |                         |                         |                         |                         |  |  |                          |                          |                          |                          |                          |                          |                       |                       |
|  |  |  |  | Gabriel Owen | Gabriel Owen | Gabriel Owen | Gabriel Owen | Gabriel Owen                      | Gabriel Owen                      |                                   |                                   | Alfie Owen                        | Alfie Owen                        | Alfie Owen              | Alfie Owen              | Alfie Owen              | Alfie Owen              |  |  |                        |                        |                        |                        |                            |                            |                            |                            |                            |                            |                         |                         |                         |                         |                         |                         |  |  |                          |                          |                          |                          |                          |                          |                       |                       |

### Lynn Redgraveová

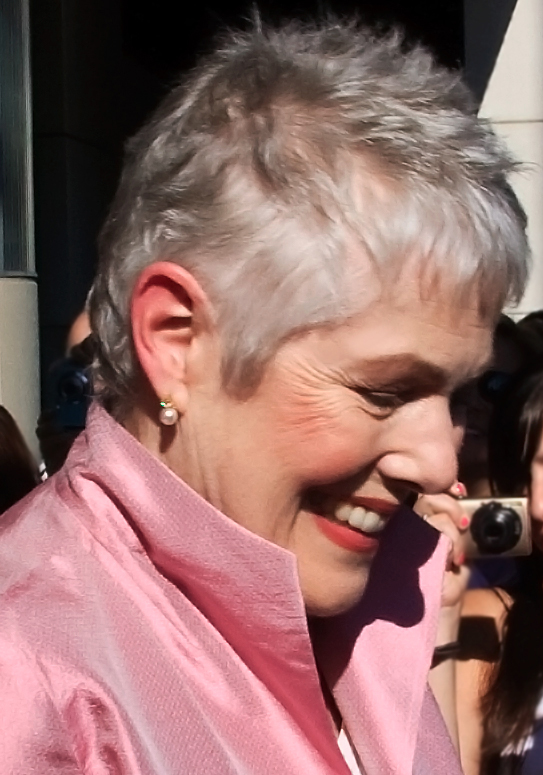
Lynn Redgraveová

|  |  |  |  |  |  |  |  |                           |                           | Lynn Redgrave (1943–2010) | Lynn Redgrave (1943–2010) | Lynn Redgrave (1943–2010) | Lynn Redgrave (1943–2010) | Lynn Redgrave (1943–2010) | Lynn Redgrave (1943–2010) |                        |                        |                        |                        |                        |                        | John Clark (1932– ) | John Clark (1932– ) | John Clark (1932– )         | John Clark (1932– )         | John Clark (1932– )         | John Clark (1932– )         |                             |                             |
|  |  |  |  |  |  |  |  |                           |                           | Lynn Redgrave (1943–2010) | Lynn Redgrave (1943–2010) | Lynn Redgrave (1943–2010) | Lynn Redgrave (1943–2010) | Lynn Redgrave (1943–2010) | Lynn Redgrave (1943–2010) |                        |                        |                        |                        |                        |                        | John Clark (1932– ) | John Clark (1932– ) | John Clark (1932– )         | John Clark (1932– )         | John Clark (1932– )         | John Clark (1932– )         |                             |                             |
|  |  |  |  |  |  |  |  |                           |                           |                           |                           |                           |                           |                           |                           |                        |                        |                        |                        |                        |                        |                     |                     |                             |                             |                             |                             |                             |                             |
|  |  |  |  |  |  |  |  |                           |                           |                           |                           |                           |                           |                           |                           |                        |                        |                        |                        |                        |                        |                     |                     |                             |                             |                             |                             |                             |                             |
|  |  |  |  |  |  |  |  |                           |                           |                           |                           |                           |                           |                           |                           |                        |                        |                        |                        |                        |                        |                     |                     |                             |                             |                             |                             |                             |                             |
|  |  |  |  |  |  |  |  |                           |                           |                           |                           |                           |                           |                           |                           |                        |                        |                        |                        |                        |                        |                     |                     |                             |                             |                             |                             |                             |                             |
|  |  |  |  |  |  |  |  | Benjamin B Clark (1968– ) | Benjamin B Clark (1968– ) | Benjamin B Clark (1968– ) | Benjamin B Clark (1968– ) | Benjamin B Clark (1968– ) | Benjamin B Clark (1968– ) |                           |                           | Kelly B Clark (1970– ) | Kelly B Clark (1970– ) | Kelly B Clark (1970– ) | Kelly B Clark (1970– ) | Kelly B Clark (1970– ) | Kelly B Clark (1970– ) |                     |                     | Annabel Lucy Clark (1981– ) | Annabel Lucy Clark (1981– ) | Annabel Lucy Clark (1981– ) | Annabel Lucy Clark (1981– ) | Annabel Lucy Clark (1981– ) | Annabel Lucy Clark (1981– ) |
|  |  |  |  |  |  |  |  | Benjamin B Clark (1968– ) | Benjamin B Clark (1968– ) | Benjamin B Clark (1968– ) | Benjamin B Clark (1968– ) | Benjamin B Clark (1968– ) | Benjamin B Clark (1968– ) |                           |                           | Kelly B Clark (1970– ) | Kelly B Clark (1970– ) | Kelly B Clark (1970– ) | Kelly B Clark (1970– ) | Kelly B Clark (1970– ) | Kelly B Clark (1970– ) |                     |                     | Annabel Lucy Clark (1981– ) | Annabel Lucy Clark (1981– ) | Annabel Lucy Clark (1981– ) | Annabel Lucy Clark (1981– ) | Annabel Lucy Clark (1981– ) | Annabel Lucy Clark (1981– ) |

## Manželství
- Roy Redgrave a Daisy Scudamore (později změněno na Margaret Scudamore); 1907 - syn Michael; 25. května 1922 (jeho úmrtí)
- Michael Redgrave a Rachel Kempson; 20. července 1935 - 21. března 1985 (jeho úmrtí) - syn Corin, dvě dcery, Vanessa and Lynn
- Vanessa Redgrave a Tony Richardson; 1962 - dvě dcery – 1967 (rozvod); (2) Franco Nero - syn Carlo
- Corin Redgrave a (1) Deirdre Hamilton-Hill (rozvod) - dcera Jemma, syn Luke  (2) Kika Markham 1985 - 6, dubna 2010 (jeho úmrtí) - dva synové Arden a Harvey
- Lynn Redgrave a John Clark; 2. dubna 1967 – 22. prosince 2000 (rozvod) - syn Benjamin; dcera Kelly a Annabel
- Natasha Richardson a Robert Fox; 1990 – 1992 (rozvod); (2) Liam Neeson - 3. července 1994 - 18. března 2009 (její úmrtí) - dva synové Michael a Daniel
- Joely Richardson a Tim Bevan; leden 1992 – červenec 2001 (rozvod) - dcera Daisy
- Jemma Redgrave a Tim Owen; 1992 do současnosti - dva synové Gabriel a Alfie